# Австрия на зимних Олимпийских играх 1948
Австрия принимала участие в Зимних Олимпийских играх 1948 года в Санкт-Морице (Швейцария) в пятый раз за свою историю, и завоевала три серебряные и одну золотую и четыре бронзовые медали. Сборная страны состояла из 54 спортсменов (42 мужчины, 12 женщин).
| Австрия на олимпиаде 1948 года в Санкт-Морице | Австрия на олимпиаде 1948 года в Санкт-Морице | Австрия на олимпиаде 1948 года в Санкт-Морице | Австрия на олимпиаде 1948 года в Санкт-Морице | Австрия на олимпиаде 1948 года в Санкт-Морице |
| Медали                                        | Спортсмены                                    | Вид спорта                                    | Дисциплина                                    |                                               |
| --------------------------------------------- | --------------------------------------------- | --------------------------------------------- | --------------------------------------------- | --------------------------------------------- |
| Золото                                        | Труде Байзер                                  | Горнолыжный спорт                             | комбинация, женщины                           |                                               |
| Серебро                                       | Труде Байзер                                  | Горнолыжный спорт                             | скоростной спуск, женщины                     |                                               |
| Серебро                                       | Франц Габль                                   | Горнолыжный спорт                             | скоростной спуск, мужчины                     |                                               |
| Серебро                                       | Ева Павлик                                    | Фигурное катание                              | женщины                                       |                                               |
| Бронза                                        | Рези Хаммерер                                 | Горнолыжный спорт                             | скоростной спуск, женщины                     |                                               |
| Бронза                                        | Эрика Марингер                                | Горнолыжный спорт                             | комбинация, женщины                           |                                               |
| Бронза                                        | Эрика Марингер                                | Горнолыжный спорт                             | слалом, женщины                               |                                               |
| Бронза                                        | Еди Рада                                      | Фигурное катание                              | мужчины                                       |                                               |